# Enakara-Haut
Enakara-Haut est une commune urbaine malgache située dans la partie sud de la région d'Anosy.